# ساواتدا فاینس
ساواتدا فاینس (انگلیسی: Savatheda Fynes؛ زادهٔ ۱۷ اکتبر ۱۹۷۴) دونده اهل باهاما است. از افتخارات وی میتوان به کسب مدال طلا دو ۴×۱۰۰ متر امدادی در بازی‌های المپیک تابستانی ۲۰۰۰ اشاره کرد. 